# Тофол
Тофол (енгл. Tofol) је највећи и главни град острвске државе Кошај која је у саставу Савезне Државе Микронезије. По процени из 2000, у насељу живи 2.591 становника.
Административно, Тофол је у саставу општине Лелу. Град је основан у јануару 1989. године.